# 19 Aquilae
19 Aquilae, som är stjärnans Flamsteed-beteckning, är en ensam stjärna belägen i den mellersta delen av stjärnbilden Örnen. Den har en skenbar magnitud på ca 5,23 och är svagt synlig för blotta ögat där ljusföroreningar ej förekommer. Baserat på parallax enligt Gaia Data Release 2 på ca 23,0 mas, beräknas den befinna sig på ett avstånd på ca 142 ljusår (ca 44 parsek) från solen. Den rör sig närmare solen med en heliocentrisk radialhastighet av ca -47 km/s.

## Egenskaper
19 Aquilae är en gul till vit jättestjärna av spektralklass F0 III-IV, som är på väg att lämna stadiet som underjätte. Den har en massa som är ca 1,5 solmassor, en radie som är ca 2,5 solradier och utsänder ca 13 gånger mera energi än solen från dess fotosfär vid en effektiv temperatur av ca 6 800 K.
19 Aquilae listades av Poretti et al. (2003) som en misstänkt Gamma Doradus-variabel, och den ligger nära den svalare änden av instabilitetsremsan på Hertzsprung–Russell-diagrammet. En punkt med dess rumsliga koordinater är en källa för röntgenstrålning, som troligen kommer från stjärnan.